# Trnovice
Trnovice este un sat din comuna Pljevlja, Muntenegru. Conform datelor de la recensământul din 2003, localitatea are 54 de locuitori (la recensământul din 1991 erau 87 de locuitori).

## Demografie
În satul Trnovice locuiesc 50 de persoane adulte, iar vârsta medie a populației este de 53,5 de ani (44,6 la bărbați și 59,3 la femei). În localitate sunt 23 de gospodării, iar numărul mediu de membri în gospodărie este de 2,35.
Această localitate este populată majoritar de sârbi (conform recensământului din 2003).
|  |

| Demografie | Demografie | Demografie |
| An         | Locuitori  | Locuitori  |
| ---------- | ---------- | ---------- |
|            |            |            |
|            |            |            |
|            |            |            |
|            |            |            |
| 1948       | 98         |            |
| 1953       | 161        |            |
| 1961       | 168        |            |
| 1971       | 161        |            |
| 1981       | 124        |            |
| 1991       | 87         | 87         |
| 2003       | 54         | 54         |

| \| Componența etnică conform recensământului din 2003[2] \| Componența etnică conform recensământului din 2003[2] \| Componența etnică conform recensământului din 2003[2] \| Componența etnică conform recensământului din 2003[2] \| Componența etnică conform recensământului din 2003[2] \| \| ----------------------------------------------------- \| ----------------------------------------------------- \| ----------------------------------------------------- \| ----------------------------------------------------- \| ----------------------------------------------------- \| \| \| \| \| \| \| \| Sârbi \| Sârbi \| \| 37 \| 68,51% \| \| Muntenegreni \| Muntenegreni \| \| 17 \| 31,48% \| \| necunoscută \| necunoscută \| \| 0 \| 0% \| |              |  |    |        |
| Componența etnică conform recensământului din 2003 |              |  |    |        |
| |              |  |    |        |
| Sârbi | Sârbi        |  | 37 | 68,51% |
| Muntenegreni | Muntenegreni |  | 17 | 31,48% |
| necunoscută | necunoscută  |  | 0  | 0%     |